# Omphalea oleifera
Omphalea oleifera är en törelväxtart som beskrevs av William Botting Hemsley. Omphalea oleifera ingår i släktet Omphalea och familjen törelväxter. Inga underarter finns listade i Catalogue of Life.